# غز
ترک‌های اوغوز یا غُز (به خط اورخون: 𐰆𐰍𐰔‎، ترکی میانه: ٱغُز) بخشی از اقوام تُرک هستند که به شاخه اوغوز از خانواده زبانهای ترکی صحبت می‌کنند. سنگ‌نبشته اورخون که تُرکمانان اولیه را توصیف می‌کند، احتمالاً به اغوز اشاره دارد. این لغت در نظم و نثر فارسی هم داخل شده و آن طایفهٔ تُرکمانان‌اند.
در قرن هشتم میلادی، آنها یک کنفدراسیون قبیله‌ای تشکیل دادند که به نام دولت «اوغوز یبغو» در آسیای میانه شناخته می‌شد. در قرن دهم، منابع اسلامی آنها را ترکمانان مسلمان خطاب می‌کردند تا از ترکان غیرمسلمان (شمن‌ها و بودایی‌ها) متمایز باشند. اصطلاح «اوغوز» از اواسط قرن دهم به بعد با عنوان «تُرکمان» یا «تُرکمن» جایگزین شد. امپراتوری سلجوقی، امپراتوری عثمانی، سلطنت روم و سلسله‌های آق‌قویونلو، قراقویونلو، افشاریان، خوارزمشاهیان، اتابکان فارس، قاجاریان، دودمان زنگیان و خاندان رسولی یمن از تُرکان اغوز یا ترکمانان بودند. تُرکمان در مجموع یک اصطلاح است که از دوره‌های میانه، به همراه نام باستانی و آشنای تُرک و نام قبیله‌هایی مانند (افشار، بیات، بایندر، قایی، بیگدلی، سالور و…) برای اشاره به تُرکان اغوز که در آناتولی (ترکیه کنونی)، آذربایجان، ایران و ترکمنستان ساکن شده‌اند استفاده شده است.
در قرن یازدهم با پیروزی تُرک‌ها، موج وسیعی از ترکان اوغوز ابتدا خراسان، سپس تمام ایران و سرانجام آناتولی را دربرگرفت که پایگاه فتوحات بعدی آنها شد. اوغوزها همیشه مهم‌ترین و پرجمعیت‌ترین گروه ترک‌ها بوده‌اند و در ایران بسیاری از سایر ترک‌ها و ایرانیان را با خود همگون ساخته‌اند.

## تاریخچه
منشأ واژه اوغوز مبهم است. در سنگ‌نبشتهٔ اورخون (سدهٔ هشتم میلادی) در مغولستان در نزدیکی رودهای کرلن و سلنگا می‌توان قومی با این نام را یافت. در این سنگ‌نبشته  ترکان با نام تغز اوغوز (نُه غز) یاد شده است و به نُه قبیله، اغوز، اویرات، آلات، جلایر، تاتار، قنقرات، قیات، کرائیت و مغول تقسیم شده‌اند. نخست این قبایل باج‌گزار و فرمانبردار پادشاهان چین شمالی بودند.

بند پایانی سنگ‌نبشته اورخون: "رؤسای قبایل ترکان اوغوز، مردم قبایل، خوب بشنوید. اگر خداوند نابود نکند یا زمین نبلعد، چه کسی می‌تواند قبایل ترک و قانون‌شان را نابود کند؟)"

### گوک‌ترک

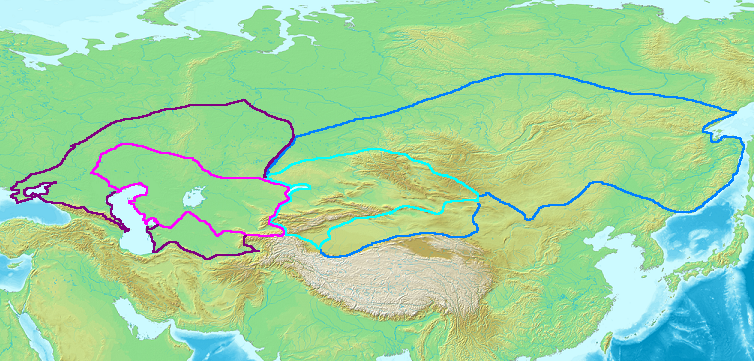
در سال ۶۰۰ میلادی، قلمرو پادشاهی گوک‌ترک از سواحل دریای سیاه در اروپا تا شمال چین گسترش داشت

در زمان پادشاهی گوک‌ترک‌ها نیز (سدهٔ ششم تا هشتم)، نام آن‌ها چندین بار در تکرار شده است. گوک‌ترک‌ها کنفدراسیونی عشایری متشکل از چندین قبیلهٔ ترک در آسیای میانه بود. نخستین از میان قبیله‌ها بودند که به نام ترکان بر دشت مغولستان فرمان رانده و تا شرق اروپا نیز گسترده شدند. آن‌ها از آغاز میان دو برادر بومین خان و ایستمی خان دو بخش شرقی و غربی شدند. ایستمی خان برای تحقق خواست خود که از میان برداشتن دولت هپتالیان بود، به متفق نیرومندی نیاز داشت و خسرو انوشیروان هم که در صدد خاتمه بخشیدن به تجاوزات و تهدیدهای هپتالیان و اعادهٔ اعتبار دولت ساسانی بود، به دنبال متحد توانایی می‌گشت و این دو خیلی زود از بالای سر هپتالیان متوجه وجود یکدیگر شدند و علایم و پیام‌های تفاهم را رد و بدل کردند و به سرعت به هم نزدیک گشتند. سفیران ایستمی خان برای مذاکره به دربار خسرو انوشیروان رفتند و انوشیروان نیز آن‌ها را به گرمی استقبال کرد و اتفاق لازم برای برانداختن دولت هپتالیان به زودی صورت گرفت. یکی از مظاهر این نزدیکی، ازدواج خسرو انوشیروان با دختر ایستمی خان بود. به نوشتهٔ مسعودی نام این دختر که مادر هرمزد چهارم می‌شد، فاقم و به ثبت ابن بلخی قاقم و به نوشتهٔ یک اثر متأخر تاکوم بوده است.

### اغوز یبغو
دولت اغوز یبغو توسط ترکان اوغوز در سال ۷۶۶ میلادی تأسیس شد و از لحاظ جغرافیایی در منطقه‌ای بین سواحل دریای خزر و آرال واقع شده بود. قبایل اوغوز در سرزمین وسیعی شامل قزاقستان امروزی و منطقه دریای آرال، دره سیردریا، دامنه کوهستان قره‌داغ، حاشیه رودخانه چو و کوهستان تین شان حکمرانی می‌کردند و پایتخت آن ینگی‌کند بود.

### ایل قنیق و تشکیل امپراتوری سلجوقی

قلمرو امپراتوری سلجوقی در دورهٔ ملکشاه یکم

ایل قِنِق یا قنیق، یکی از ۲۴ ایل بزرگ اغوز بود و شاهزادگان و سرکردگان از میان این ایل انتخاب می‌شدند. رهبری ایشان بر عهدهٔ خاندان دقاق (سلجوق) بود که توانست طی سدهٔ ۵ هجری با حرکت به سمت غرب، امپراتوری سلجوقی را پایه‌ریزی کند.

### نبرد مَلازگرد و ورود به آناتولی و شام
در اوایل سدهٔ دهم میلادی، گروه‌هایی از جنگجویان ترکمان (که به آن‌ها تُرکان غُز یا اُغوز نیز گفته می‌شد) و اصالتاً از آسیای میانه بودند، شروع به حرکت به سمت آذربایجان و حمله به شاهزاده‌نشین‌های ارمنی مانند واسپوراکان، در شرق مرز امپراتوری بیزانس کردند. مورخان ارمنی در این دوره، ترکمن‌ها را جنگجویانی با موهای بلند، مسلح به کمان و نیزه، که سوار بر اسب‌هایی بودند که به سرعت مانند باد پرواز می‌کردند توصیف کرده‌اند. قبایلی که به‌طور قطع تُرک شناخته می‌شدند میان سده‌های ۶ و ۱۰ میلادی در آسیای میانه ساکن بودند. نقل شده است که کردها در آذربایجان با قوم غز که به آذربایجان و همدان و دیاربکر و موصل و… حمله کرده‌بودند، مقابله کرده‌اند.
تُرکان سلجوقی که شاخه‌ای از تُرکان اغوز بودند، در سدهٔ یازدهم میلادی یک امپراتوری تشکیل دادند که از آمودریا تا خلیج فارس و از هندوستان تا دریای مدیترانه گسترش داشت. این امپراتوری شامل بیشتر مناطق ایران، بین‌النهرین، سوریه و فلسطین بود. پیشرفت آن‌ها نشانگر آغاز قدرت تُرک‌ها در خاورمیانه بود و به مرور موجب اسکان آن‌ها شد. در زمان پادشاهی آلپ ارسلان و ملکشاه، امپراتوری سلجوقی گسترش یافت تا تمام ایران، بین‌النهرین و سوریه از جمله فلسطین را شامل شود. در سال ۱۰۷۱ میلادی، آلپ ارسلان ارتش قدرتمند امپراتوری بیزانس را در نبرد ملازگرد شکست داد و رومانوس چهارم (امپراتور بیزانس) را به اسارت گرفت. این پیروزی راه را برای اسکان اقوام ترکمن در آناتولی باز کرد و در ادامه توسط قبایل تُرک آناتولی، امپراتوری عثمانی ایجاد شد که در سده‌های پانزدهم و شانزدهم یکی از قدرتمندترین کشورها در جهان بود. دورهٔ امپراتوری عثمانی بیش از ششصد سال به درازا انجامید. این امپراتوری در اوج خود بر بخش بزرگی در جنوب‌شرقی اروپا تا دروازه‌های وین (اتریش) از جمله مجارستان، منطقهٔ بالکان، یونان، اوکراین و بخش‌هایی از خاورمیانه شامل عراق، سوریه، اسرائیل و مصر، شمال آفریقا تا الجزایر و بخش‌های بزرگی از شبه‌جزیرهٔ عربستان حکومت می‌کرد.

### ایل قایی و تشکیل امپراتوری عثمانی

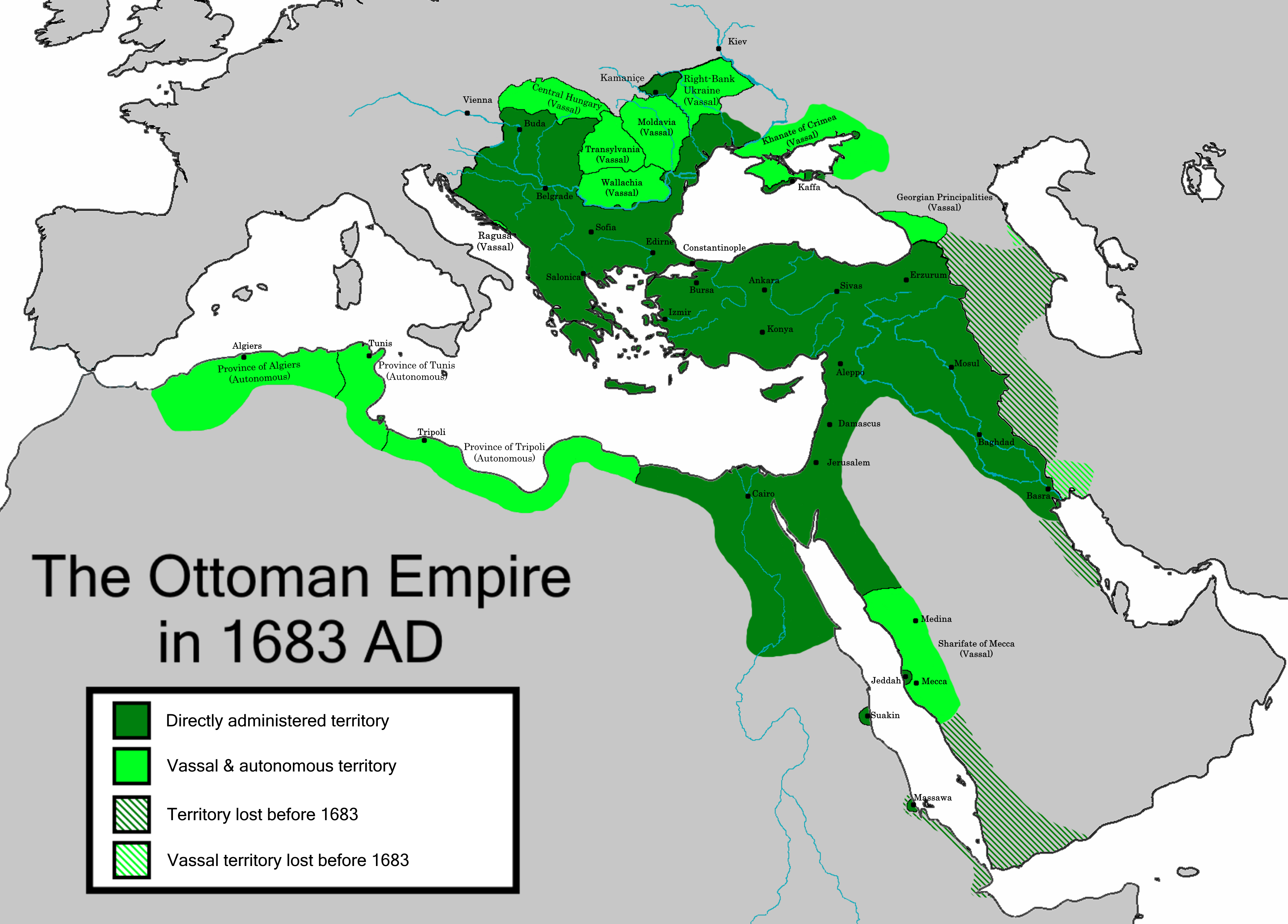
قلمرو امپراتوری عثمانی در زمان سلیمان یکم، شامل سرزمین‌هایی از سه قاره (اروپا، آسیا، آفریقا)

قبیله «کای» یا «قایی» یکی از قبایل بیست و چهارگانهٔ اغوز بود. قایی فرزند ارشد «گون خان»، و وی فرزند ارشد اغوزخان بوده و به اعتقاد برخی، عثمان اول، بنیانگذار امپراتوری عثمانی، از قبیلهٔ قایی بوده است. امپراتوری عثمانی، یک امپراتوری مسلمان بود که چندین سده بخش‌های بزرگی از جنوب‌شرق اروپا، غرب آسیا و شمال آفریقا را تحت کنترل خود داشت. این امپراتوری در اواخر سدهٔ سیزدهم میلادی توسط رهبر قبایل اغوز یعنی عثمان یکم در سوگوت بنیان‌گذاشته شد و در سال ۱۳۵۴، با فتح بالکان، به اروپا راه یافت که بدین ترتیب دولت کوچک عثمانی به یک قدرت میان‌قاره‌ای تبدیل شد. تا سال ۱۴۵۳، عثمانیان همهٔ قلمروی امپراتوری روم شرقی را ضمیمهٔ خاک خود کردند و با سقوط قسطنطنیه (استانبول کنونی) توسط محمد فاتح، پایتخت خود را به این شهر انتقال دادند. در سده‌های شانزدهم و هفدهم میلادی، امپراتوری عثمانی در اوج گسترهٔ خود در زمان سلطان سلیمان قانونی، یک دولت چند فرهنگی و چند زبانی بود که همهٔ جنوب‌شرق اروپا، بخش‌هایی از اروپای مرکزی و آسیای غربی، بخش‌هایی از شرق اروپا و قفقاز و قسمت‌های وسیعی در شمال و شاخ آفریقا را زیر فرمان خود درآورده بود.

## تاریخچهٔ غزها در تاریخ ایران
نام ترکمنی (اُغوز) قبایل، در تاریخ اسلامی سده‌های میانی (قرون وسطی) ایران، پدیدار گشت. امپراتوری سلجوقی نخستین دودمان پادشاهی اغوزها در ایران بود و دودمان‌های آق‌قویونلو، قراقویونلو، قاجار و افشاریان (دودمان نادرشاه افشار) نیز از ترکان اغوز بودند.
اغوز در تاریخ به عنوان یکی از قبایل نه‌گانهٔ توغوز اغوز، هست که با همدیگر کنفدراسیون ترک‌های شرقی یا تیو-کیو را تشکیل دادند. در اواخر سدهٔ هشتم میلادی آن‌ها از سمت میان دریاچهٔ آرال (دریاچهٔ خوارزم) و دریای خزر به سوی غرب به سمت ناحیه‌های فرای رودخانهٔ ارتیش (Erteš)، و حاشیه‌های درهٔ سیردریا (اکنون در بخش جنوبی جمهوری قزاقستان است)، حرکت کردند تا وارد تاریخ دنیای اسلامی شوند. در ۲۰۵ هجری/۸۲۰–۸۲۱ میلادی، توغوز اغوزها، میانهٔ استان سیردریا در اشروسنه را غارت کردند. در پاسخ عبدالله بن طاهر (۲۱۳–۲۳۰ هجری/ ۸۲۸–۸۴۵ میلادی) حکمران خراسان و سومین امیر طاهریان به سرزمین‌های غز یورش برد.
ابن اثیر، به استناد مورخان خراسانی، اظهار می‌کند که اغوزها در دوران خلیفه المهدی (حکومت ۷۷۵–۷۸۵ میلادی) از سرزمین‌های خیلی دور ترکان (سرزمین آلتای) به فرارود آمدند. در ابتدای سدهٔ نهم میلادی، اغوزها حضور محسوسی در آن ناحیه داشتند.

## همبستگی اوغوزها با سایر اقوام ترک
دربارهٔ همبستگی‌های زبان‌شناسی و نژادشناسی اوغوزها با سایر اقوام ترک عقاید مختلف است. در دائرةالمعارف اسلام دربارهٔ طوایف نه‌گانهٔ اوغوز، چنین آمده: 
غز لغت تازی است که به قبیلهٔ ترکان اوغوز گفته می‌شود.

## ویژگی‌های ظاهری

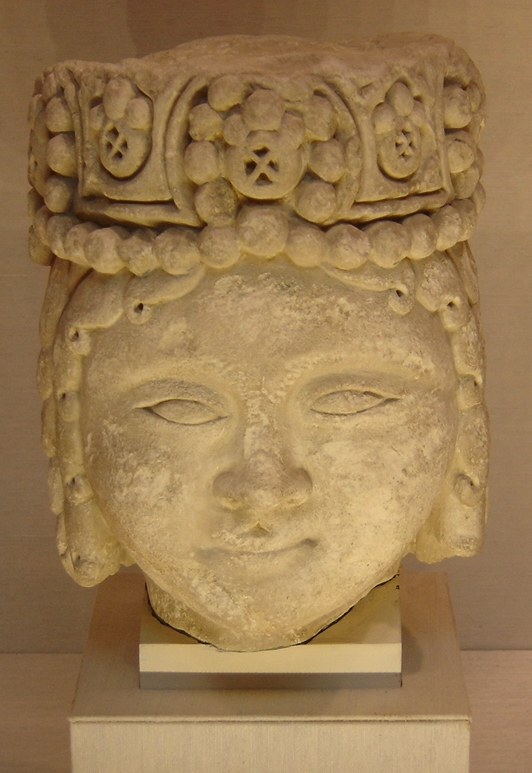
سردیس شاهزاده سلجوقی

المسعودی مورخ و جغرافی‌دان عرب می‌نویسد که ترک‌های اوغوز ساکن ینگی‌کند (پایتخت اغوز یبغو) از سایر مردمان به واسطه شجاعت در نبرد، چشم‌های تنگ و کوچکی قامتشان متمایز می‌شوند.
سردیس‌های نخبگان سلجوقی که در موزه متروپولیتن نیویورک نگهداری می‌شوند، ویژگی‌های مردم شرق آسیایی را نشان می‌دهند. با گذشت زمان و مهاجرت اغوز‌ها به سمت منطقه غرب آسیا، ظاهر فیزیکی اُغوزها تغییر کرد. رشیدالدین فضل‌الله همدانی می‌گوید: «ترکان اغوز که در ابتدا به سان ترکان ماوراءالنهر بودند، به دلیل مهاجرت به ایران و آناتولی و اختلاط با اقوام بومی این مناطق، ویژگی‌های ظاهری آن‌ها به تدریج به تاجیک‌ها شبیه شد. از آنجایی که آن‌ها تاجیک نبودند، مردم تاجیک آن‌ها را ترکمان، (ترک‌مانند) می‌نامیدند». ابوالغازی بهادرخان، حکمران خیوه و تاریخدان جغتایی در کتاب شجره تراکمه (تألیف ۱۰۷۰ ق. / ۱۶۵۹–۱۶۶۰ م) می‌نویسد: اغوز‌های ساکن ینگی‌کند و پادشاهان سلجوقی شمایلی مانند ازبک‌ها و قرقیزها داشتند؛ اما پس از مهاجرت به سمت غرب و امتزاج و اختلاط با غیر ترکان، اغوز‌ها پس از پنج یا شش نسل چهره‌شان دچار دگرگونی گشت. «چانه‌شان باریک، چشمانشان بزرگ، صورتشان کوچک و بینی‌شان بزرگ شد.

## نقل مسلمانان از غز و اغوز

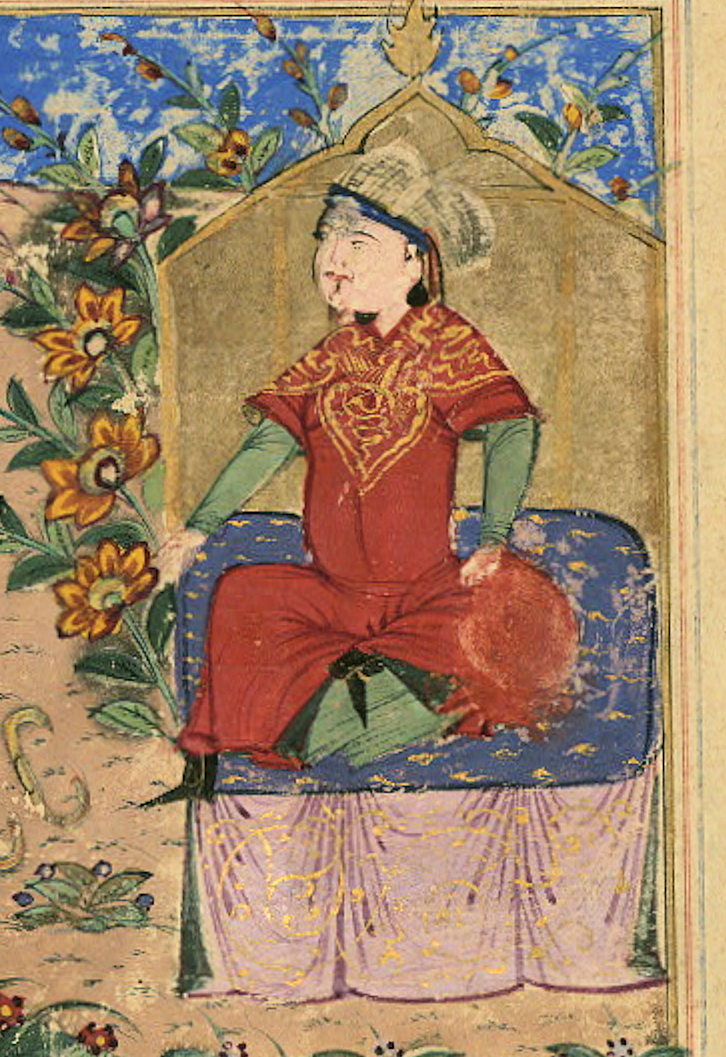
اغوزخان پیکی از دمشق را با باری از کمان دریافت می‌کند، مجمع التواریخ

آنچه نویسندگان مسلمان دوره‌های بعد دربارهٔ اوغوزخان و بیست و چهار قبیلهٔ اوغوز نقل کرده‌اند، از تاریخ غازانی است، به‌خصوص مورد تواریخ آل سلجوق، که مؤلف آن بلندپروازی‌های خیالی چنگیزخان را از تاریخ غازانی گرفته و فقط اوغوزخان را به جای چنگیزخان نهاده، نمونهٔ خوبی از این اقتباس است. یک دانشمند ترک که در اثر این تحریف دچار اشتباه شده نظر داده است که «مجموعهٔ قوانین ترکان اوغوز» «مبنای یاسای معروف چنگیزخان» را برای ما به جای گذارده است. همچنین میان تُرکمانان دریای خزر، اوزخان (به جای اوغوزخان) تا سدهٔ نوزدهم میلادی به عنوان جد قوم‌شان معروف بود.
ابن فضلان در کتاب سفرنامه ابن فضلان گوید که، چون راه مزبور طی شد به قبیله‌ای از ترک‌ها به نام غزها رسیدیم. آنان مردمی صحرانشین هستند و خانه موئی یا سیاه چادر: «بيوت شعر» دارند و همیشه در حرکنند. به رسم صحرانشینان يک دسته از این چادرها در یکجا و دسته دیگر در جای دیگر گردهم جمع می‌باشند. این مردم زندگی صحرائی دارند و در رنج و مشقت به سر می‌برند. در عین حال مانند الاغ گمراهند، به خدا ایمان ندارند و فاقد عقل و شعورند و هیچ چیز را نمی‌پرستند. فقط بزرگان خود را ارباب می‌خوانند.
این مردم طهارت نمی‌گیرند، غسل جنابت و شستشو نمی‌کنند و با آب بخصوص در زمستان سر و کاری ندارند.
نمایندهٔ خلیفه احمد بن فضلان که در تابستان ۳۰۹–۳۱۰ هجری/ ۹۲۲ میلادی از سرزمین خوارزم به رودخانه‌های آرال و امبه در مسیر پادشاهی بلغار در میانهٔ ولگا حرکت می‌کرد، در مورد اغوزهایی در مسیر عبورش در سرزمینشان در دشت Üst Urt میان دریاهای آرال و کاسپین (خزر) دیده بود، شرحی نوشت و آن‌ها را مردمانی با سطح فرهنگ پایین، توصیف کرد. با این حال، بعضی از اغوزها، آغاز به یکجانشینی کرده و یکی از شهرهایشان ینگی‌کِنت به معنی «شهر نو» در پائین رود سیردریا بود که پایتخت زمستانی حاکمان اغوز مشرک بود.

## زبانشناسی
زبان اغوزی، در زمان محمود کاشغری (۴۶۹ هجری/۱۰۷۷ میلادی) نشانگر برخی تفاوت‌ها از دیگر شاخه‌های زبان مشترک ترکی است؛ به ویژه که به دلیل همسایگی نزدیک با خوارزم و دیگر نواحی زیست‌بوم ایرانی در آسیای مرکزی، از زبان‌های ایرانی وام‌واژه گرفته است.
از نظر زبان‌شناسی اُغوز یا شاخهٔ جنوبی زبان‌های ترکی‌تبار، شامل زبان‌های ترکمنی، ترکی استانبولی، ترکی آذربایجانی، ترکی افشاری، کریمهٔ تاتاری، قشقایی، سنقری، شاهسونی و ترکی خراسانی می‌باشد.

## تمغاهای قبایل اوغوز
هر یک از قبیله‌های ترک اغوز تمغای ویژه خود را داشتند به صورت زیر:

آق‌اولی
آلایونتلو
افشار
بیات
بایندر
بیگدلی
بوگدوز
چاوولدور
چپنی
دودورغا
دوگر
ایمور
ایغدیر
قره‌اولی
قایی
قینیق
پچنک
سالور
یازیر
ییوا
یورگیر

## نگارخانه

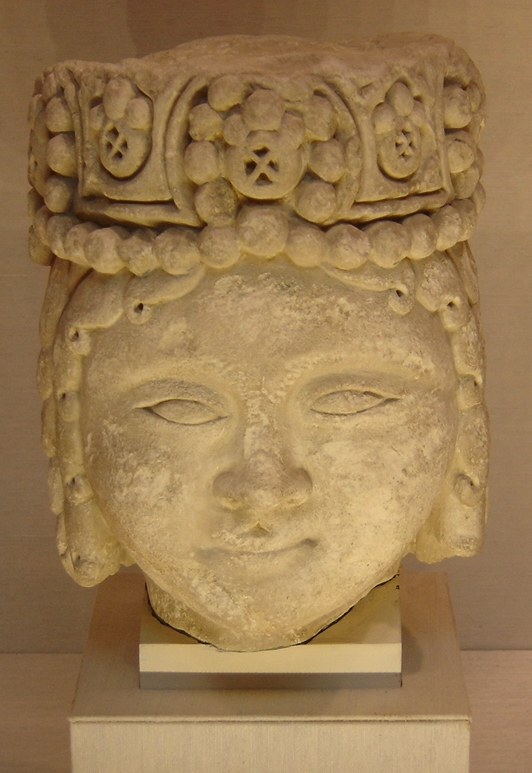
سردیس شاهزاده سلجوقی
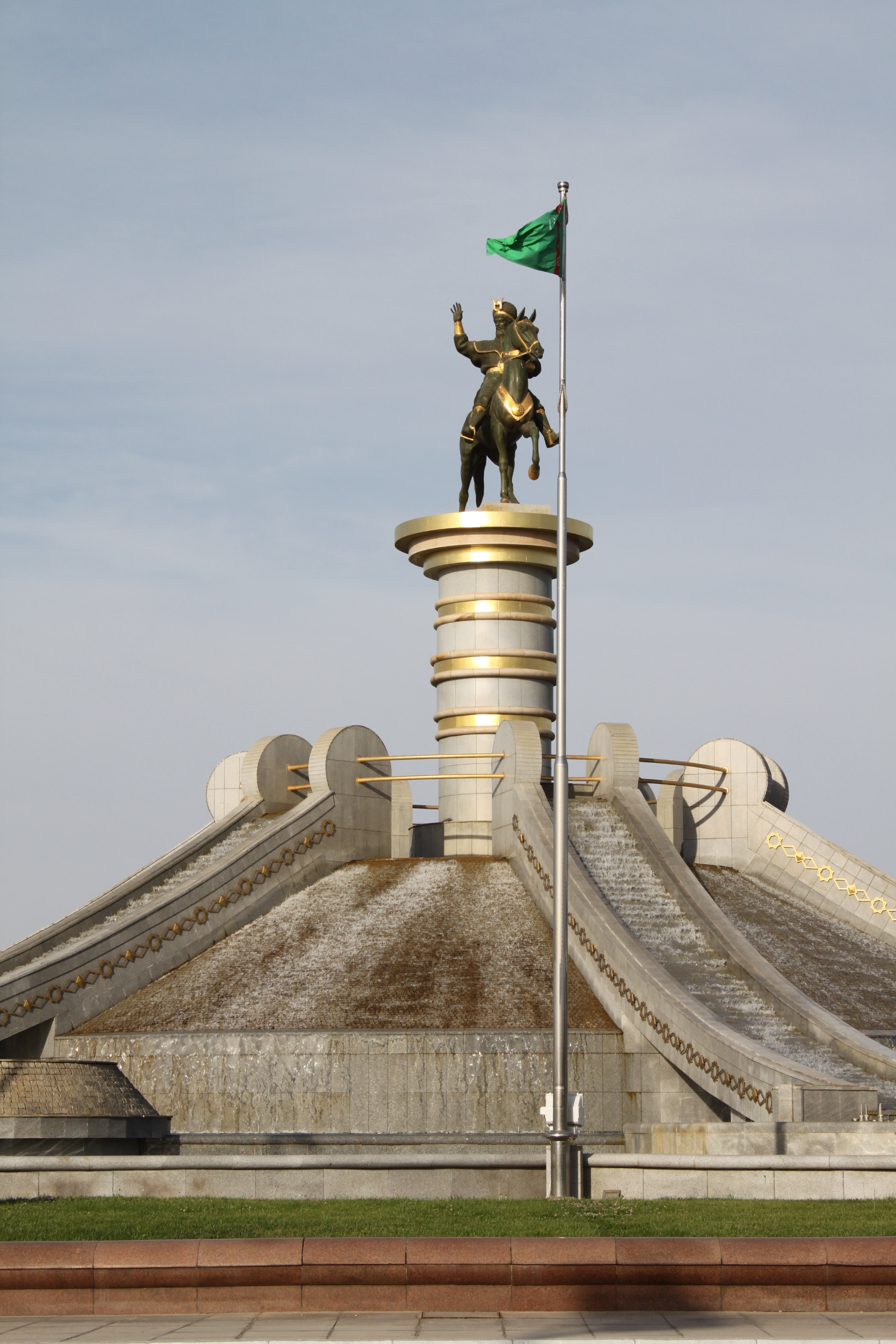
بنای یادبود اغوزخان، عشق‌آباد
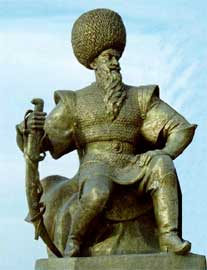
تندیس آلپ ارسلان سلجوقی
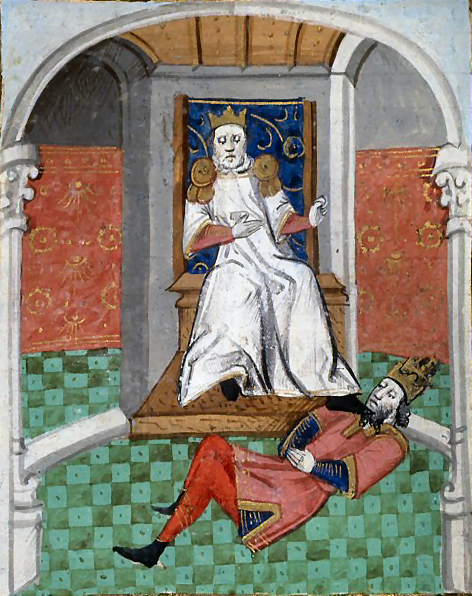
رومانوس چهارم دراسارت آلپ ارسلان پس از نبرد ملازگرد
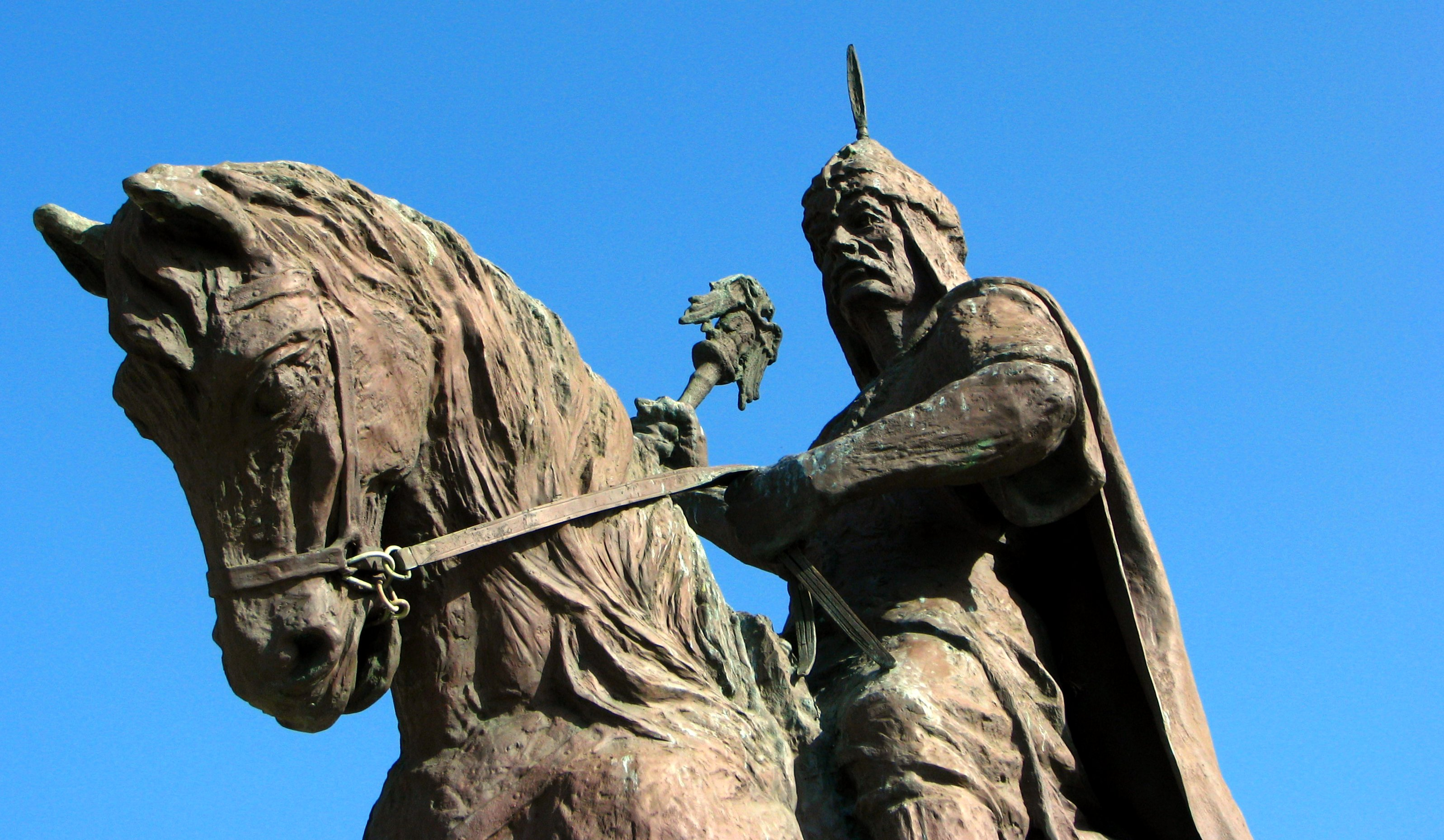
تندیس علاءالدین کیقباد در آلانیا
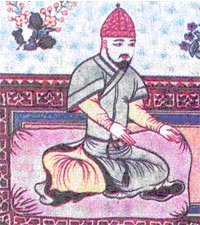
طغرل بیک پایه‌گذار امپراتوری سلجوقی
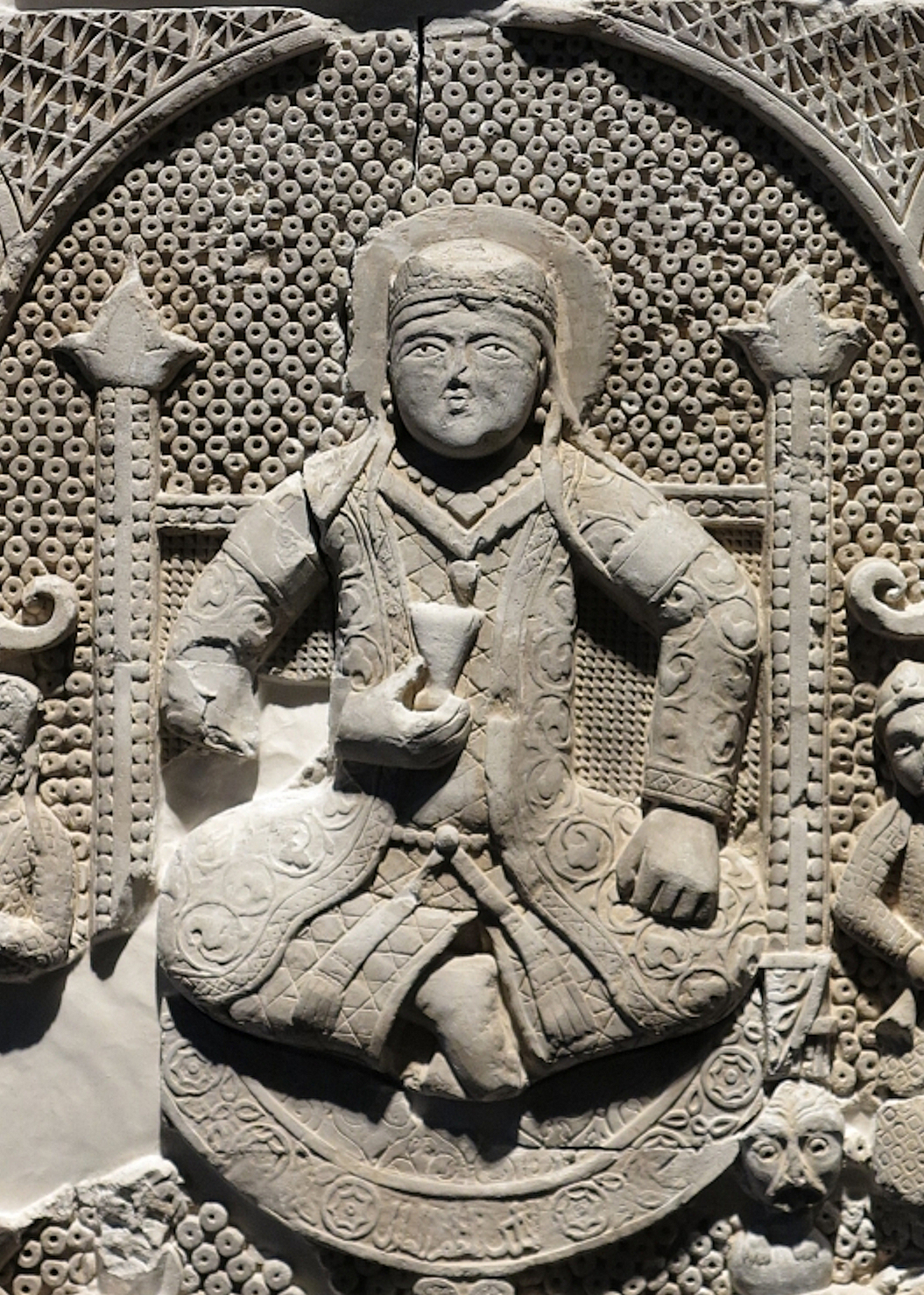
طغرل سوم واپسین سلطان امپراتوری سلجوقی
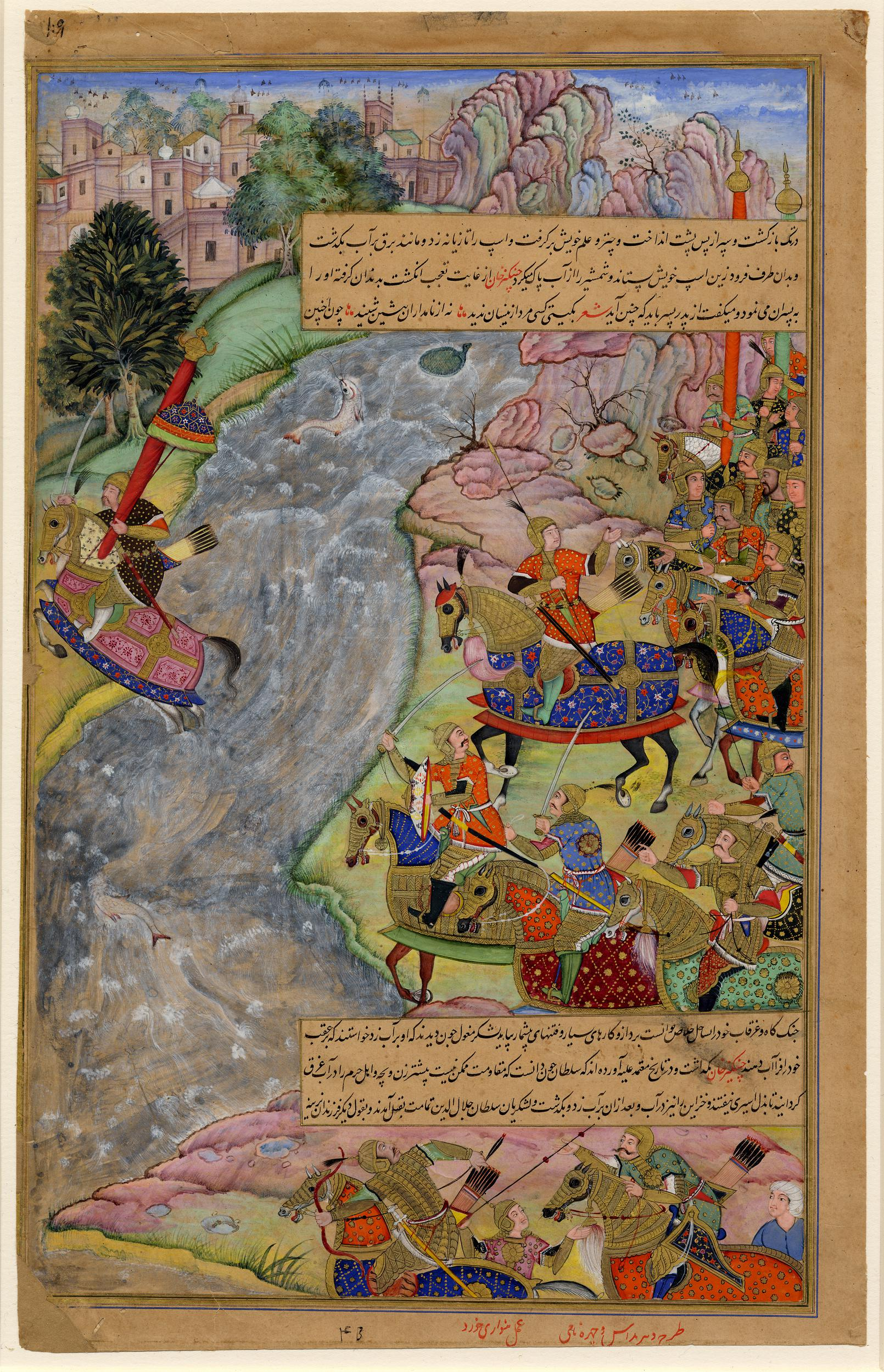
جلال‌الدین خوارزمشاه
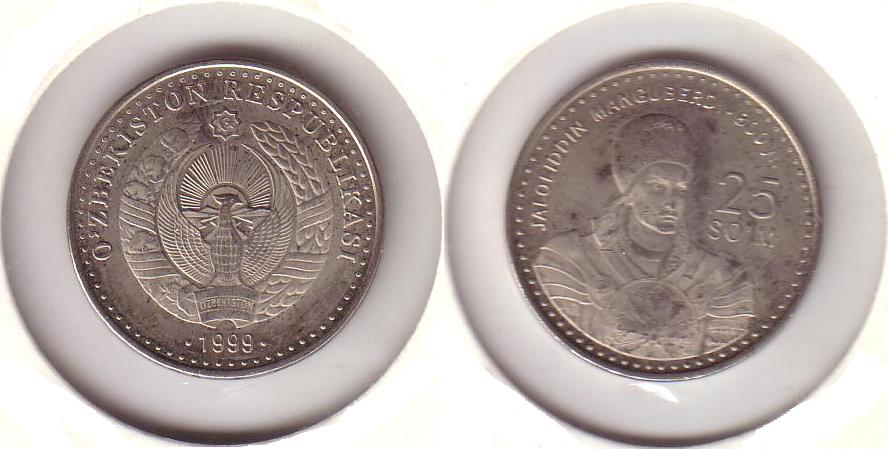
سکه یادبود سلطان جلال الدین خوارزمشاه در گرگانج
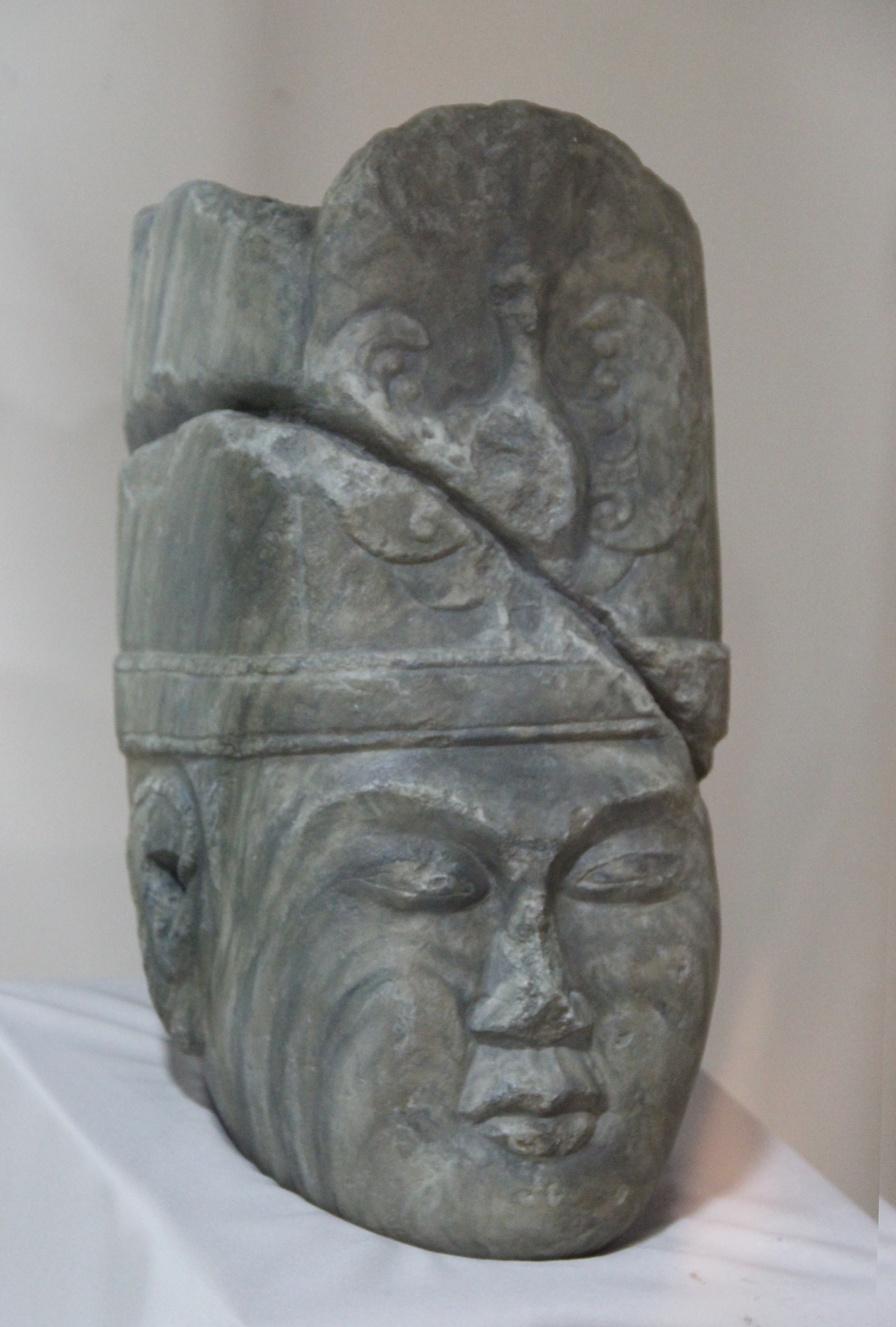
سردیس کول‌تکین، پادشاه گوک ترک
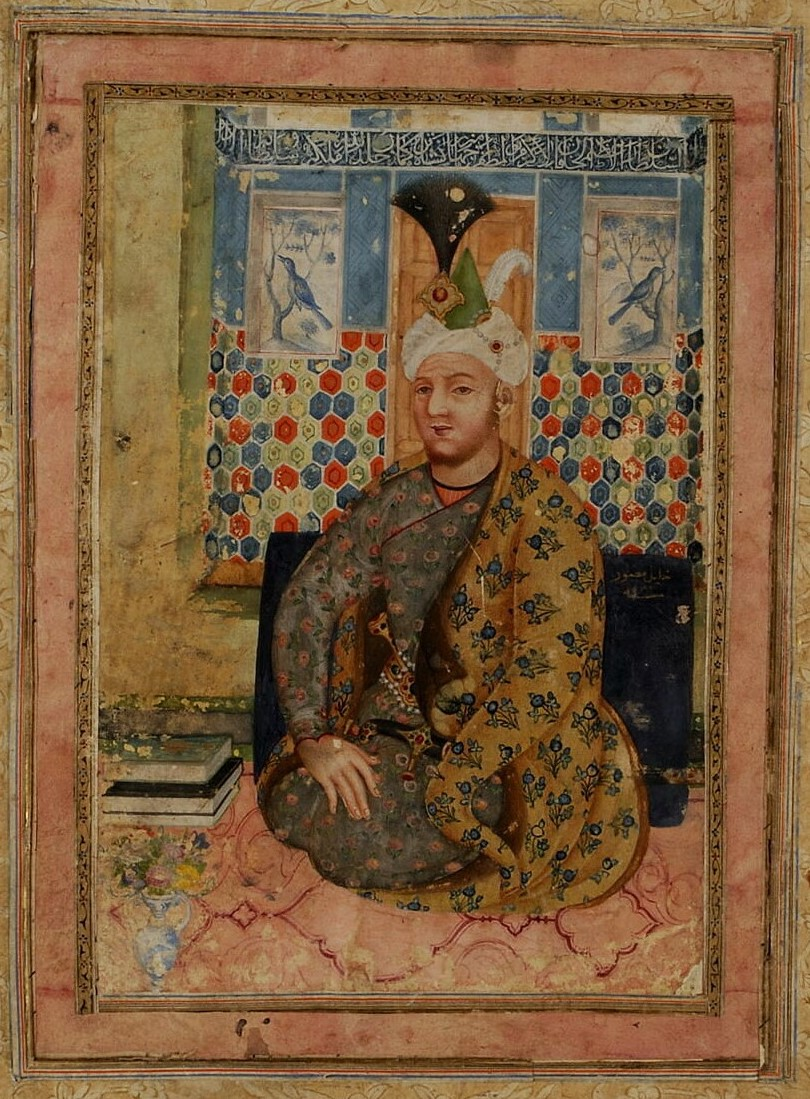
جهانشاه قراقویونلو
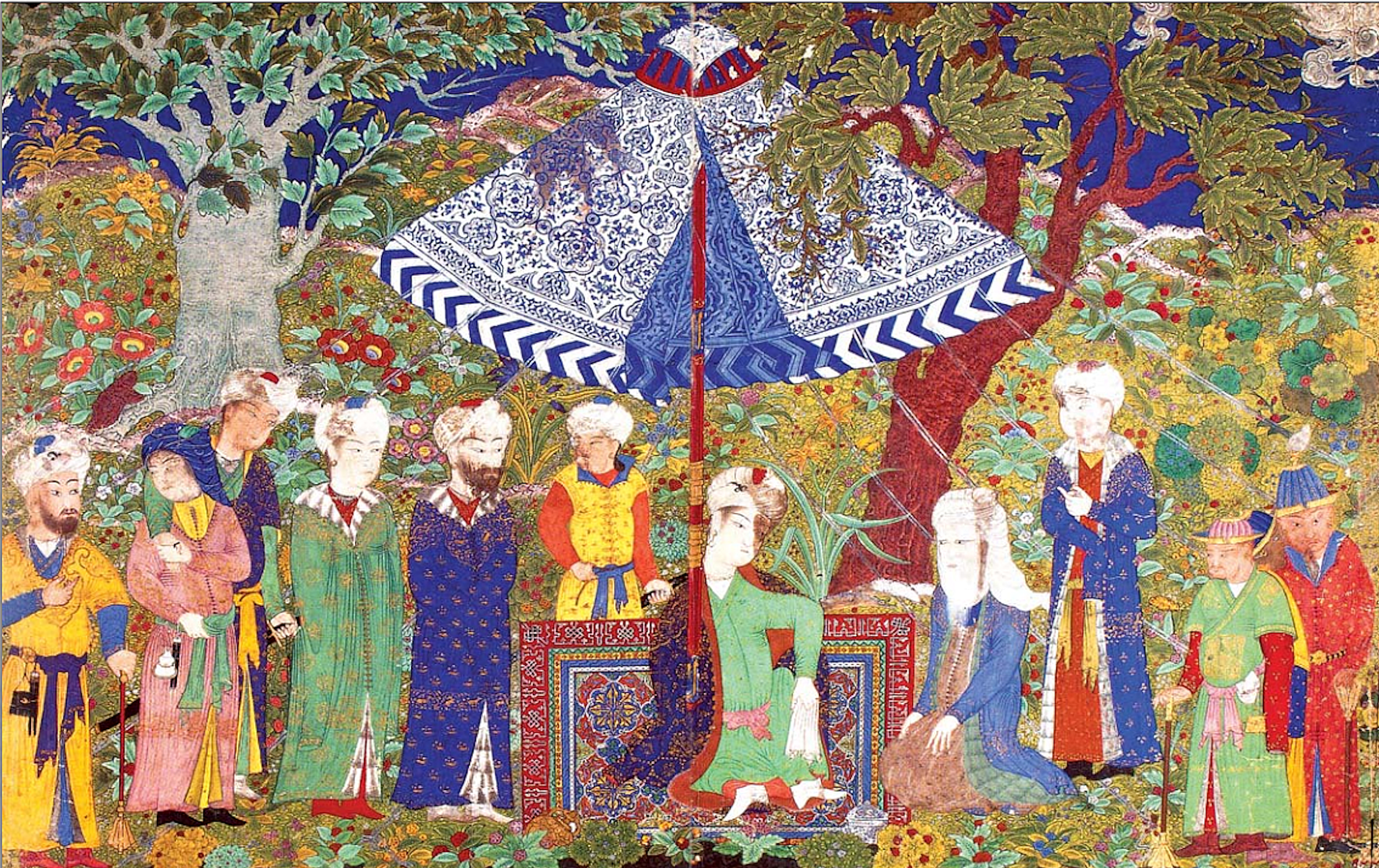
سلطان یعقوب آق‌قویونلو و درباریانش
نادرشاه افشار
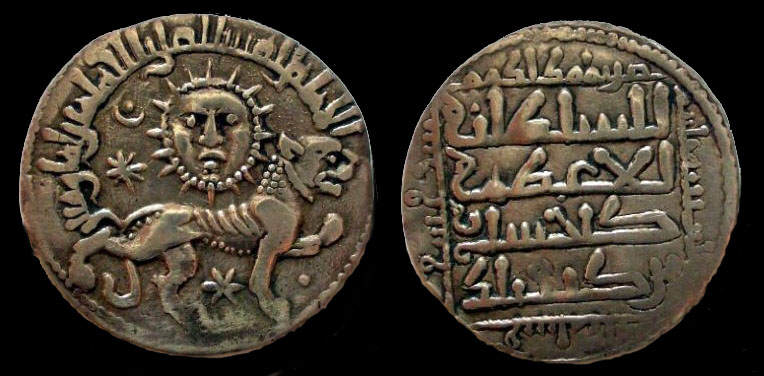
سکه شیر و خورشید نشان دوره سلجوقی